# Santa Julia la Victoria
Santa Julia la Victoria är en ort i Mexiko.   Den ligger i kommunen La Independencia och delstaten Chiapas, i den sydöstra delen av landet, 900 km öster om huvudstaden Mexico City. Santa Julia la Victoria ligger 837 meter över havet och antalet invånare är 149.
Terrängen runt Santa Julia la Victoria är huvudsakligen kuperad, men åt sydväst är den bergig. Runt Santa Julia la Victoria är det ganska tätbefolkat, med 54 invånare per kvadratkilometer. Närmaste större samhälle är Playa Azul, 6,1 km väster om Santa Julia la Victoria. I omgivningarna runt Santa Julia la Victoria växer huvudsakligen savannskog.